# 主任技術者
主任技術者（しゅにんぎじゅつしゃ）とは、建設業法の規定により、外注総額4,000万円未満（以下、記載金額はいずれも消費税込み金額）の元請業者、ならびに下請負に入る建設業者が、直接雇用する技術者の中から、現場に配置しなければならない技術者のことである。外注総額4,500万円以上の元請負の現場には主任技術者にかえて監理技術者の配置が必要となる。なお、ここでの4,500万円の金額区分は、建築一式工事の場合は7,000万円となる。（建設業法第26条第1項）
請負代金の額が500万円未満（建築一式工事にあっては1,500万円未満の工事又は延べ面積が150平方メートル未満の木造住宅工事）で、建設業許可を取得していない者が行う小規模工事の場合は、主任技術者の配置の必要はない。ただし、建設業許可を取得している者であれば、請負代金の額が500万円未満であっても主任技術者の配置は必要である。（建設業法第26条第1項、第2条第3項、第3条第1項、建設業法施行令第1条の2第1項、第2項、第3項）

## 職務
主任技術者の職務は、建設工事の適正な施工を確保する観点から、当該工事現場における建設工事の施工の技術上の管理をつかさどることである。すなわち、建設工事の施工に当たり、施工内容、工程、技術的事契約書及び設計図書の内容を把握したうえで、その施工計画を作成し、工事全体の工程の把握、工程変更への適切な対応等具体的な工事の工程管理、品質確保の体制整備、検査及び試験の実施等及び工事目的物、工事仮設物、工事用資材等の品質管理を行うとともに、当該建設工事の施工に従事する者の技術上の指導監督を行うことである。（建設業法第26条の3第1項、第2項、監理技術者制度運用マニュアル（最終改正：平成28年12月19日））

### 工事現場での点検
施工体制台帳・再下請負通知書を作成する公共工事における、発注者による主任技術者についての確認事項。（口頭試問等）
- 発注者との協議において主体的な役割を果たしていることの確認（元請のみ）
- 住民への説明において主体的な役割を果たしていることの確認（元請のみ）
- 官公庁等への届出等において主体的な役割を果たしていることの確認（元請のみ）
- 近隣工事との調整において主体的な役割を果たしていることの確認（元請のみ）
- 施工計画の作成において主体的な役割を果たしていることの確認（元請・下請共通）
- 工程管理において主体的な役割を果たしていることの確認（元請・下請共通）
- 出来形・品質管理において主体的な役割を果たしていることの確認（元請・下請共通）
- 完成検査において主体的な役割を果たしていることの確認（元請・下請共通）
- 安全管理において主体的な役割を果たしていることの確認（元請・下請共通）
- 下請業者との施工調整・指導監督において主体的な役割を果たしていることの確認（元請・下請共通）

## 資格要件
主任技術者となるためには、次の資格が必要である。（建設業法第7条、建設業法施行規則第7条の3）
- 1級国家資格者
業種によって違うが、おおむね一級建築士、1級建築施工管理技士、1級土木施工管理技士、1級電気工事施工管理技士、1級管工事施工管理技士、1級造園施工管理技士、1級電気通信工事施工管理技士などの資格が必要である。関連した分野の技術士でも認められる。これらの資格者は監理技術者（管理、ではない）として認められる場合がほとんどである。
- 2級国家資格者
業種によって違うが、おおむね二級建築士、2級施工管理技士などが該当する。技能士の資格を取得後一定の実務経験などを経たものも認められる場合がある。
- 実務経験者[4][5]
請負った建設工事に関する実務経験が10年以上、あるいは、建設関係の指定学科を修め高校卒業後5年以上、又は大学卒業後3年以上の実務経験を経たもの。

### 資格関係機関
- 一般社団法人日本建設機械施工協会（建設機械施工技術検定）
- 一般財団法人建設業振興基金（建築、電気工事施工管理技術検定）
- 一般財団法人全国建設研修センター（土木、管工事、造園施工管理技術検定）
- 公益財団法人建築技術教育普及センター（建築士、建築設備士）
- 公益社団法人日本技術士会
- 一般財団法人電気技術者試験センター（電気工事士、電気主任技術者）
- 電気通信国家試験センター（電気通信主任技術者）
- 中央職業能力開発協会（技能検定）
- 一般社団法人斜面防災対策技術協会（地すべり防止工事）
- 一般社団法人日本計装工業会（計装）
- 公益財団法人給水工事技術振興財団（給水装置工事主任技術者）
- 一般財団法人消防試験研究センター（消防設備士）
- 一般社団法人日本基礎建設協会 (基礎施工士)

## 主任技術者として業務が可能な職種
※◎印は監理技術者として業務も可能な職種
| 資格名称                    | 土木 | 建築 | 大工 | 左官 | とび土工 | 石工事 | 屋根工事 | 電気工事 | 管工事 | タイルレンガブロック工事 | 鋼構造物 | 鉄筋工事 | 舗装工事 | しゅんせつ | 板金工事 | ガラス工事 | 塗装工事 | 防水工事 |
| --------------------------- | ---- | ---- | ---- | ---- | -------- | ------ | -------- | -------- | ------ | ------------------------ | -------- | -------- | -------- | ---------- | -------- | ---------- | -------- | -------- |
| 1級建設機械                 | ◎    | -    | -    | -    | ◎        | -      | -        | -        | -      | -                        | -        | -        | ◎        | -          | -        | -          | -        | -        |
| 2級建設機械（第1種～第6種） | ○    | -    | -    | -    | ○        | -      | -        | -        | -      | -                        | -        | -        | ○        | -          | -        | -          | -        | -        |
| 1級土木施工                 | ◎    | -    | -    | -    | ◎        | ◎      | -        | -        | -      | -                        | ◎        | -        | ◎        | ◎          | -        | -          | ◎        | -        |
| 2級土木施工（土木）         | ○    | -    | -    | -    | ○        | ○      | -        | -        | -      | -                        | ○        | -        | ○        | ○          | -        | -          | -        | -        |
| 2級土木施工（鋼構造物塗装） | -    | -    | -    | -    | -        | -      | -        | -        | -      | -                        | -        | -        | -        | -          | -        | -          | ○        | -        |
| 2級土木施工（薬液注入）     | -    | -    | -    | -    | ○        | -      | -        | -        | -      | -                        | -        | -        | -        | -          | -        | -          | -        | -        |
| 1級建築施工                 | -    | ◎    | ◎    | ◎    | ◎        | ◎      | ◎        | -        | -      | ◎                        | ◎        | ◎        | -        | -          | ◎        | ◎          | ◎        | ◎        |
| 2級建築施工（建築）         | -    | ○    | -    | -    | -        | -      | -        | -        | -      | -                        | -        | -        | -        | -          | -        | -          | -        | -        |
| 2級建築施工（躯体）         | -    | -    | ○    | -    | ○        | -      | -        | -        | -      | ○                        | ○        | ○        | -        | -          | -        | -          | -        | -        |
| 2級建築施工（仕上げ）       | -    | -    | ○    | ○    | -        | ○      | ○        | -        | -      | ○                        | -        | -        | -        | -          | ○        | ○          | ○        | ○        |
| 1級電気施工                 | -    | -    | -    | -    | -        | -      | -        | ◎        | -      | -                        | -        | -        | -        | -          | -        | -          | -        | -        |
| 2級電気施工                 | -    | -    | -    | -    | -        | -      | -        | ○        | -      | -                        | -        | -        | -        | -          | -        | -          | -        | -        |
| 1級管施工                   | -    | -    | -    | -    | -        | -      | -        | -        | ◎      | -                        | -        | -        | -        | -          | -        | -          | -        | -        |
| 2級管施工                   | -    | -    | -    | -    | -        | -      | -        | -        | ○      | -                        | -        | -        | -        | -          | -        | -          | -        | -        |
| 1級造園施工                 | -    | -    | -    | -    | -        | -      | -        | -        | -      | -                        | -        | -        | -        | -          | -        | -          | -        | -        |
| 2級造園施工                 | -    | -    | -    | -    | -        | -      | -        | -        | -      | -                        | -        | -        | -        | -          | -        | -          | -        | -        |
| 1級電気通信施工             | -    | -    | -    | -    | -        | -      | -        | -        | -      | -                        | -        | -        | -        | -          | -        | -          | -        | -        |
| 2級電気通信施工             | -    | -    | -    | -    | -        | -      | -        | -        | -      | -                        | -        | -        | -        | -          | -        | -          | -        | -        |
| 一級建築士                  | -    | ◎    | ◎    | -    | -        | -      | ◎        | -        | -      | ◎                        | ◎        | -        | -        | -          | -        | -          | -        | -        |
| 二級建築士                  | -    | ○    | ○    | -    | -        | -      | ○        | -        | -      | ○                        | -        | -        | -        | -          | -        | -          | -        | -        |
| 木造建築士                  | -    | -    | ○    | -    | -        | -      | -        | -        | -      | -                        | -        | -        | -        | -          | -        | -          | -        | -        |

| 資格名称                    | 内装仕上工事 | 機械器具設置工事 | 熱絶縁工事 | 電気通信工事 | 造園工事 | さく井工事 | 建具工事 | 水道施設工事 | 消防施設工事 | 清掃施設工事 | 解体工事 |
| --------------------------- | ------------ | ---------------- | ---------- | ------------ | -------- | ---------- | -------- | ------------ | ------------ | ------------ | -------- |
| 1級建設機械                 | -            | -                | -          | -            | -        | -          | -        | -            | -            | -            | -        |
| 2級建設機械（第1種～第6種） | -            | -                | -          | -            | -        | -          | -        | -            | -            | -            | -        |
| 1級土木施工                 | -            | -                | -          | -            | -        | -          | -        | ◎            | -            | -            | ◎        |
| 2級土木施工（土木）         | -            | -                | -          | -            | -        | -          | -        | ○            | -            | -            | ○        |
| 2級土木施工（鋼構造物塗装） | -            | -                | -          | -            | -        | -          | -        | -            | -            | -            | -        |
| 2級土木施工（薬液注入）     | -            | -                | -          | -            | -        | -          | -        | -            | -            | -            | -        |
| 1級建築施工                 | ◎            | -                | ◎          | -            | -        | -          | ◎        | -            | -            | -            | ◎        |
| 2級建築施工（建築）         | -            | -                | -          | -            | -        | -          | -        | -            | -            | -            | ○        |
| 2級建築施工（躯体）         | -            | -                | -          | -            | -        | -          | -        | -            | -            | -            | ○        |
| 2級建築施工（仕上げ）       | ○            | -                | ○          | -            | -        | -          | ○        | -            | -            | -            | -        |
| 2級電気施工                 | -            | -                | -          | -            | -        | -          | -        | -            | -            | -            | -        |
| 1級電気施工                 | -            | -                | -          | -            | -        | -          | -        | -            | -            | -            | -        |
| 1級管施工                   | -            | -                | -          | -            | -        | -          | -        | -            | -            | -            | -        |
| 2級管施工                   | -            | -                | -          | -            | -        | -          | -        | -            | -            | -            | -        |
| 1級造園施工                 | -            | -                | -          | -            | ◎        | -          | -        | -            | -            | -            | -        |
| 2級造園施工                 | -            | -                | -          | -            | 〇       | -          | -        | -            | -            | -            | -        |
| 1級電気通信施工             | -            | -                | -          | ◎            | -        | -          | -        | -            | -            | -            | -        |
| 2級電気通信施工             | -            | -                | -          | ○            | -        | -          | -        | -            | -            | -            | -        |
| 一級建築士                  | ◎            | -                | -          | -            | -        | -          | -        | -            | -            | -            | -        |
| 二級建築士                  | ○            | -                | -          | -            | -        | -          | -        | -            | -            | -            | -        |
| 木造建築士                  | -            | -                | -          | -            | -        | -          | -        | -            | -            | -            | -        |

### 主任技術者の雇用関係
主任技術者の選任は、工事を請負った建設業者との直接的かつ恒常的な雇用関係にある技術者に限られており、在籍出向者、派遣社員は認められない。（建設業法施行規則第14条の2第2項第2号、第3号、監理技術者制度運用マニュアル（最終改正：平成28年12月19日））
工事を請負った建設業者との雇用関係に疑義があるときは、建設業者の名称と主任技術者の氏名が記載されている健康保険被保険者証、健康保険被保険者標準報酬決定通知書、市区町村が作成する住民税特別徴収税額通知書により確認することができる。

#### 持株会社化等による直接的かつ恒常的な雇用関係の取扱い
建設業を取り巻く経営環境の変化等に対応するため、建設業者が営業譲渡や会社分割をした場合や持株会社化等により企業集団を形成している場合における建設業者と監理技術者等との間の直接的かつ恒常的な雇用関係の取扱いの特例について、次の通り定めている。
- 建設業者の営業譲渡又は会社分割に係る主任技術者又は監理技術者の直接的かつ恒常的な雇用関係の確認の事務取扱いについて
- 持株会社の子会社が置く主任技術者又は監理技術者の直接的かつ恒常的な雇用関係の取扱いについて
- 親会社及びその連結子会社の間の出向社員に係る主任技術者又は監理技術者の直接的かつ恒常的な雇用関係の取扱い等について

## 専任義務
- 公共性のある工作物に関する重要な工事（後述）については、その現場ごとに専任（他の工事とのかけ持ち不可）の義務がある。（建設業法第26条第3項）
- 「公共性のある工作物に関する重要な工事」とは、元請下請を問わず請負金額3,500万円（建築一式工事の場合は7,000万円）以上で、建設業法施行令27条1項各号に列挙された工事であり、個人住宅を除くほとんどの工事[6]が該当する。（建築士法等の一部を改正する法律等の施行について（平成20年10月8日、国総建第177号））
- ただし、これに該当する工事であっても、密接な関係のある2以上の工事を同一の建設業者が同一の場所又は近接した場所において施工するものについては、同一の専任の主任技術者がこれらの工事を管理することができる、とされている。（建設業法施行令第27条第2項）

### 専任を要する期間
- 工事現場に専任で設置すべき期間は契約工期が基本となるが、たとえ契約工期中であっても次に掲げる期間については工事現場への専任は要しない。ただし、いずれの場合も、発注者と建設業者の間で次に掲げる期間が設計図書もしくは打合せ記録等の書面により明確となっていることが必要である。（監理技術者制度運用マニュアル（最終改正：平成28年12月19日））
  - 請負契約の締結後、現場施工に着手するまでの期間（現場事務所の設置、資機材の搬入または仮設工事等が開始されるまでの間。）
  - 工事用地等の確保が未了、自然災害の発生又は埋蔵文化財調査等により、工事を全面的に一時中止している期間
  - 橋梁、ポンプ、ゲート、エレベーター等の工場製作を含む工事であって、工場製作のみが行われている期間
  - 工事完成後、検査が終了し（発注者の都合により検査が遅延した場合を除く。）、事務手続、後片付け等のみが残っている期間

なお、工場製作の過程を含む工事の工場製作過程においても、建設工事を適正に施工するため、主任技術者又は監理技術者がこれを管理する必要があるが、当該工場製作過程において、同一工場内で他の同種工事に係る製作と一元的な管理体制のもとで製作を行うことが可能である場合は、同一の主任技術者又は監理技術者がこれらの製作を一括して管理することができる。
- 下請工事においては、施工が断続的に行われることが多いことを考慮し、専任の必要な期間は、下請工事が実際に施工されている期間とする。（監理技術者制度運用マニュアル（最終改正：平成28年12月19日））

## 営業所専任技術者の扱い
建設業許可業者の契約締結権を有する営業所における専任の技術者は、営業所に常勤して専らその職務に従事することが求められており、原則として工事現場に配置することはできない。（建設業法第7条第2号、第15条第2号）
ただし、特例として、当該営業所において請負契約が締結された建設工事であって、工事現場の職務に従事しながら実質的に営業所の職務にも従事しうる程度に工事現場と営業所が近接し、当該営業所との間で常時連絡をとりうる体制にあるものについては、所属建設業者と直接的かつ恒常的な雇用関係にある場合に限り、当該工事の専任を要しない主任技術者又は監理技術者となることができる。（営業所における専任の技術者の取扱いについて（平成15年4月21日付、国総建第18号））
なお、営業所における専任の技術者には、上記のとおり工事現場への配置に関して制限があるため、他に主任技術者資格を有する技術者を雇用していない建設業許可業者は、主任技術者の専任を要しない工事であっても、この特例に該当しない場所の工事（請負代金の額が500万円未満であって、建設業の許可を取得していない他の種類の建設工事を除く。）を請け負うことはできない。

## 専門技術者
建設業法第26条の2第1項及び第2項は、請負った建設工事に含まれる専門工事を施工する建設業許可業者に対して、当該専門工事の施工の技術上の管理をつかさどる主任技術者の資格を有する者の配置を義務付けたものである。
- 請負った建設工事が土木一式工事又は建築一式工事である場合（建設業法第26条の2第1項）

土木一式工事又は建築一式工事を請負った者が、この内訳となる専門工事（500万円未満の建設工事を除く。）の施工を、下請負人に外注することなく自社の労働者によって施工するときは、当該建設工事の施工の技術上の管理をつかさどる主任技術者の資格を有する技術者を配置する。
一式工事の内訳にあたる専門工事の例
住宅建築工事（建築一式工事）を施工する場合における大工工事、屋根工事、内装仕上工事、電気工事、管工事、建具工事など。）
- 請負った建設工事が土木一式工事叉は建築一式工事以外の専門工事である場合（建設業法第26条の2第2項）

土木一式工事、建築一式工事以外の専門工事を請負った建設業許可業者が、請け負った工事に附帯する他の種類の専門工事（500万円未満の建設工事を除く。）の施工を、下請負人に外注することなく自社の労働者によって施工するときは、当該建設工事の施工の技術上の管理をつかさどる主任技術者の資格を有する技術者を配置する。
附帯工事の例（主たる建設工事の施工により必要を生じた他の従たる建設工事）
管工事の施工に伴って必要を生じた熱絶縁工事
屋根工事の施工に伴って必要を生じた塗装工事
附帯工事の例（主たる建設工事を施工するために生じた他の従たる建設工事）
建築物の改修等の場合の電気工事の施工に伴って必要を生じた内装仕上工事
建具工事の施工に伴って必要を生じたコンクリート工事、左官工事
- 下請負人に外注する場合

上記の建設業法第26条の2の第1項叉は第2項に該当する専門工事を、下請負人に外注する場合は、施工に必要な種類の建設業の許可を有する業者を選択しなければならない。
なお、土木工事業及び建築工事業の建設業の許可は、複数の専門工事を総合的な指導･調整等が必要な建設工事を対象にしたものや工事の規模、複雑性等からみて個別の専門工事として施工することが困難なものを指しているものであって、土木工作物叉は建築物の施工に関して何でもできる万能な許可ではないため、請負った工事の施工に必要な種類の建設業の許可を有していない場合は、無許可業者と同じ扱いとなる。
公共工事の発注において、専門工事を一式工事としての発注する事例があるが、これは誤りであり、参考にしてはならない。

## 専門工事一括管理施工制度
特定専門工事については、下請負人の主任技術者の行うべき職務を元請負人の主任技術者が行うこととすることが可能である。その場合、下請負人は当該下請負に係る専門工事について主任技術者の配置を要しない。
特定専門工事とは、建設業法第26条の3第2項に定められた、以下の要件の全てを満たす建設工事を指す。
1. 土木一式工事又は建築一式工事以外の建設工事であること
2. 施工技術が画一的であること
3. 施工の技術上の管理の効率化を図る必要があるものとして政令で定めるものであること[10]
4. 元請負人が締結した下請契約の請負代金の額が政令で定める金額未満であること[11]

## 罰則
- 無許可営業（3年以下の懲役又は300万円以下の罰金（建設業法第47条第1項第1号））
- 請負った建設工事の施工に必要な資格を有する主任技術者を配置しない者（100万円以下の罰金（建設業法第52条第1号））
- 専任の主任技術者を必要とする建設工事に専任の者を配置しない者（100万円以下の罰金（建設業法第52条第1号））
- 専門技術者の配置が必要な工事に専門技術者の配置叉は施工に必要な建設業の許可と有する下請負人との契約をしない者。（100万円以下の罰金（建設業法第52条第2号））